# 群培
群培（藏語：ཆོས་འཕེལ，威利转写：chos 'phel，1944年7月—2025年8月8日），男，藏族，西藏仁布人，中华人民共和国政治人物，曾任西藏大学党委书记、校长，西藏自治区人民政府副主席，西藏自治区人大常委会副主任。